# Le Possédé
Le Possédé (The Parasite) est un court roman d'Arthur Conan Doyle paru en 1894. Il est initialement publié en plusieurs parties aux États-Unis dans le Harper's Weekly du 10 novembre au 1er décembre 1894, ainsi qu'au Royaume-Uni dans le Lloyd's Weekly Newspaper du 11 novembre au 2 décembre 1894. Le récit entre dans la domaine de la littérature fantastique et met particulièrement en exergue le sujet de l'hypnose.
Le roman est traduit en français en 1909 par Albert Savine sous le titre Le Possédé. Cette traduction fait l'objet de plusieurs rééditions, parfois sous le titre Le Parasite. Le texte connaît une nouvelle traduction en 2018 sous le titre La Force inconnue. L'aventure a notamment été reprise dans des recueils de nouvelles tels que Histoires et messages de l'au-delà (1967) ou Le Parasite et autres contes inquiétants (2022) et a fait l'objet d'une réédition française en 2023 sous forme de roman.

## Résumé
Le récit se présente sous la forme d'un journal intime tenu par le professeur Austin Gilroy. Celui-ci se décrit comme un homme de science, spécialiste des questions de physiologie, donc du corps (sciences naturelles), par opposition au professeur Wilson, spécialiste des questions de psychologie, donc de l'esprit. Le narrateur se projette par ailleurs dans son union avec sa fiancée Agathe Marden.
Gilroy accepte un jour de venir à une soirée organisée par le professeur Wilson à son domicile. Agathe y est également présente, ainsi que Miss Penelosa, une femme disposant d'un don en matière d'hypnose, que Gilroy associe à de la charlatanerie. Face à son scepticisme, Miss Penelosa lui propose d'assister à une expérience de suggestion sous hypnose. La fiancée du narrateur, Agathe, est plongée dans un état second au cours duquel Miss Penelosa lui donne une consigne sans que l'assistance n'entende ses propos. Agathe se réveille avec le simple sentiment de s'être endormie, sans aucun souvenir de la séance. Le lendemain, contre toute attente de la part du narrateur, Agathe lui rend visite en matinée et lui répète à plusieurs reprises, l'air agité, que leurs fiançailles doivent être rompues. Le narrateur la retrouve plus tard chez elle : celle-ci, redevenue elle-même, semble ravie de le voir et n'a aucun souvenir de s'être rendue chez lui plus tôt dans la matinée, sa visite et ses propos lui ayant été dictés lors de la séance d'hypnose. Gilroy, qui dispose d'une lettre de Miss Penelosa s'excusant pour la rudesse du procédé, constate que l'expérience a fonctionné.
Le narrateur s'enthousiasme dès lors pour les sujets d'hypnose et de mesmérisme, qu'il cherche à étudier pour comprendre cette discipline inexplorée sous l'angle scientifique. Le narrateur revoit ainsi Miss Penelosa à plusieurs reprises pour être lui-même hypnotisé et noter ses impressions dans un carnet dédié à ses recherches. Ces expériences sont réalisées en présence du professeur Wilson, qui étudie quant à lui les expériences menées sur son collègue d'un point de vue extérieur.
Peu après, Wilson doit s'absenter pour quelques jours et Gilroy poursuit ses séances d'hypnose seul avec Miss Penelosa. Le narrateur s'inquiète toutefois de constater que la jeune femme s'est éprise de lui et semble désormais utiliser ses dons d'hypnose pour rendre ce sentiment réciproque, bien que son cœur ne batte que pour Agathe. Usant sur lui de la suggestion hypnotique, elle l'amène notamment à quitter précipitamment une soirée conviviale en présence d'Agathe, de sa mère et d'un autre collègue pour venir la rejoindre. Le narrateur, qui reste conscient de ses actes, mais dont le corps obéit aux ordres reçus sous hypnose, souhaite dès lors arrêter ses expériences et ne plus fréquenter Miss Penelosa, qui menace l'équilibre de son couple.
Agathe et sa mère doivent alors partir à Londres pour une durée d'un mois. Inquiet des pouvoirs de Miss Penelosa, Gilroy passe plusieurs nuits enfermé dans sa chambre après avoir jeté la clé par la fenêtre pour être certain de ne pouvoir en sortir, même en cas de suggestion hypnotique. Pendant plusieurs nuits, aucun incident ne survient, mais Gilroy apprend que Miss Penelosa est malade, ce qui expliquerait la faiblesse passagère de ses pouvoirs. Lors de sa convalescence, Miss Penelosa retrouve ses capacités et impose à Gilroy de venir la rejoindre en soirée, amenant celui-ci à trouver un stratagème pour récupérer sa clé et sortir de chez lui contre sa volonté. Toutefois, les pouvoirs de Miss Penelosa faiblissent au cours de la soirée, permettant à Gilroy de reprendre le contrôle de son corps. Tel un esclave libéré de ses chaînes, il injurie Miss Penelosa et lui fait part du profond dégoût qu'elle lui inspire face à son amour véritable pour Agathe Marden. Miss Penelosa en est profondément affectée et s'effondre, évanouie.
Quelques jours plus tard, Miss Penelosa se rend chez le narrateur : alors qu'elle est disposée à lui pardonner, Gilroy insiste. Dès lors, Miss Penelosa le prévient qu'ayant refusé son amour, il devra désormais subir les conséquences de sa haine. Le surlendemain, les plans de Miss Penelosa sont mis à exécution : prenant le contrôle de l'esprit de Gilroy pendant ses cours de science naturelle à l'université, elle l'amène à énoncer des absurdités qui en font rapidement la risée de l'établissement. La direction lui retire temporairement sa chaire de professeur et lui impose plusieurs jours de repos. Quelques jours plus tard, Miss Penelosa amène Gilroy à tenter d'entrer par effraction dans la succursale locale de la Banque d'Angleterre. Le narrateur constate avec effarement qu'il est l'auteur du crime en découvrant, chez lui, des traces de peinture sur sa veste. Enfin, Miss Penelosa utilise Gilroy pour rouer de coups Charles Sadler, un collègue l'ayant précédemment mis en garde contre Miss Penelosa. Constatant que cette dernière est capable de lui faire commettre des crimes graves, Gilroy envisage de l'assassiner pour échapper à ses desseins malfaisants. Le narrateur se rend chez elle pour l'avertir qu'il n'hésitera pas à la tuer si elle s'empare de nouveau de son esprit à l'avenir. Agathe et sa mère rentrent alors de Londres. La fiancée d'Austin Gilroy est ravie de revoir son futur époux. Le narrateur l'est également, mais s'inquiète de la suite des événements.
Le lecteur arrive alors à la dernière journée narrée dans le journal de Gilroy. Celui-ci est encore bouleversé par les événements qui viennent de se produire. Ayant de nouveau subi une attaque de la part de Miss Penelosa, le narrateur ne se souvient pas de ses actes avant son réveil soudain à cinq heures de l'après-midi dans le boudoir d'Agathe, une fiole de vitriol à la main. Heureusement, la fiole n'a pas été utilisée : à l'évidence, si Gilroy était resté sous le contrôle de Miss Penelosa quelques minutes de plus, il en aurait jeté le contenu au visage de sa bien-aimée. Gilroy ignore la raison pour laquelle il est parvenu à se réveiller avant qu'il ne soit trop tard. Bien décidé à se débarrasser du démon, Gilroy se précipite chez Miss Penelosa. La domestique lui ouvre et lui apprend que sa maîtresse est morte soudainement à cinq heures de l'après-midi.

## Écriture
La date à laquelle Arthur Conan Doyle a écrit ce récit est sujette à des affirmations contradictoires. Selon John Dickson Carr, ce roman aurait été imaginé en début d'année 1894, lorsque Conan Doyle se trouvait à Davos en Suisse. Toutefois, dans son autobiographe intitulée Memories and Adventures, Conan Doyle laisse entendre que ce texte aurait été écrit en 1893 dans sa maison de South Norwood en Angleterre. Dans sa biographie de Conan Doyle, James McCearney affirme pour sa part que le roman aurait été écrit « vers l'automne de 1893 ».

## Analyse
James McCearney livre son analyse du récit (qu'il désigne en français sous le titre « Le parasite ») dans sa biographie d'Arthur Conan Doyle parue en 1988. Le texte est rapproché d'une autre aventure précédemment publiée en 1884 par Conan Doyle, intitulée John Barrington Cowles. « Mais jamais auparavant Conan Doyle n'avait si bien exploité le potentiel du mesmérisme pour le roman d'épouvante » commente-t-il. Le biographe considère que le récit se déroule dans une ville universitaire rappelant Édimbourg. Au cours de l'aventure, « Le professeur-héros passe du scepticisme scientifique devant le mesmérisme à la conviction horrifiée au fur et à mesure qu'il constate la gravité croissance des actes que sa persécutrice lui fait commettre ». Comparant ce récit à celui des aventures de Sherlock Holmes et du Docteur Watson, McCearney commente : « C'est une œuvre puissante et sombre, trop sombre sans doute pour que les lecteurs habitués à la bonne humeur du docteur Watson y trouvent leur compte. Cruel dilemme pour l'auteur ; quand il s'attelle à une œuvre non holmésienne, c'est dans la certitude de se tromper lui-même, ou bien de tromper ses lecteurs ».

## Adaptations

### Films
L'intrigue est adaptée en 1997 sous forme de long métrage par Andrew Froemke (réalisateur) et Patrick Roddy (scénariste) en conservant le titre d'origine The Parasite,. Une seconde adaptation de la nouvelle, cette fois-ci sous forme de court-métrage (30 minutes), est également réalisée en 2015 par Adam Zanzie.

### Bande dessinée
En 2007, l'intrigue est adaptée en France sous forme de bande dessinée par Stéphane Betbeder (scénario) et Jean-François Solmon (dessin) sous le titre L'Aliéné - Le journal d'Abercrombie Smith (éditions Albin Michel). L'intrigue, éloignée du récit d'origine, est mêlée à celle d'une autre nouvelle de Conan Doyle, Le Lot n°249, et extrapole le concept d'origine selon lequel une femme en fauteuil roulant dispose de pouvoirs surnaturels pour imposer sa volonté à d'autres personnes.